# Kurt Johnstad
Kurt Johnstad ist ein US-amerikanischer Drehbuchautor.
Er ist seit 1990 im US-Filmgeschäft tätig, zuerst als Mitglied des Filmstabs. Zusammen mit Zack Snyder schrieb er die Drehbücher für 300 und die Fortsetzung 300: Rise of an Empire. Für erstgenannten wurde er 2008 zusammen mit Snyder und Michael Gordon für den Saturn Award für das beste Drehbuch nominiert.

## Filmografie
- 2006: 300
- 2012: Act of Valor
- 2014: 300: Rise of an Empire
- 2017: Atomic Blonde
- 2023: Rebel Moon – Teil 1: Kind des Feuers (Rebel Moon – Part One: A Child of Fire)
- 2024: Rebel Moon – Teil 2: Die Narbenmacherin (Rebel Moon – Part Two: The Scargiver)